# Trafic (film din 1971)
Trafic este un film de comedie franco-italian din 1971, regzat de Jacques Tati.

## Distribuție
- Jacques Tati ca domnul Hulot
- Tony Knepper ca Mechanic
- Franco Ressel
- Mario Zanuelli
- Maria Kimberly ca Maria
- Marcel Fraval ca Truck Driver
- Honoré Bostel ca ALTRA Director
- F. Maisongrosse ca François